# Jouy-sur-Eure
Jouy-sur-Eure é uma comuna francesa na região administrativa da Normandia, no departamento de Eure. Estende-se por uma área de 9,89 km². Em 2010 a comuna tinha 599 habitantes (densidade: 60,6 hab./km²).